# James Collopy
James „Jim“ Collopy (* 1988 oder 1989) ist ein professioneller US-amerikanischer Pokerspieler. Er trägt den Spitznamen Mr. Big Queso und ist dreifacher Braceletgewinner der World Series of Poker.

## Pokerkarriere

### Werdegang
Seine erste Geldplatzierung bei einem Live-Pokerturnier erzielte Collopy Ende Juni 2008 bei der Heartland Poker Tour in Verona im US-Bundesstaat New York, in dem er aufgrund der milderen Glücksspielgesetze auch schon mit unter 21 Jahren legal spielen konnte. Nach mehreren Geldplatzierungen beim Main Event der European Poker Tour sowie dem Main Event der World Poker Tour (WPT) in Marrakesch durfte der Amerikaner im Mai 2010 erstmals an der World Series of Poker (WSOP) im Rio All-Suite Hotel and Casino in Paradise am Las Vegas Strip teilnehmen. Er erreichte viermal die Geldränge, u. a. im Main Event. Bei der im September 2010 in London ausgespielten World Series of Poker Europe spielte er sich beim 10.000 Pfund teuren Heads-Up-Turnier bis ins Finale. Dort unterlag er Gus Hansen und erhielt ein Preisgeld von knapp 180.000 Pfund, was zu diesem Zeitpunkt rund 275.000 US-Dollar entsprach. Ende Januar 2012 gewann Collopy bei der Aussie Millions Poker Championship in Melbourne in der Variante Pot Limit Omaha sein erstes Live-Turnier und sicherte sich eine Siegprämie von knapp 60.000 Australischen Dollar. Bei der WSOP 2012 kam er viermal auf die bezahlten Plätze. Im April 2013 gewann der Amerikaner ein Omaha-Event der World Series of Poker Asia Pacific in Melbourne und erhielt ein Bracelet sowie den Hauptpreis von rund 70.000 Australischen Dollar. Bei der WSOP 2013 erreichte er den sechsten Turniertag im Main Event und schied dort auf dem mit über 150.000 US-Dollar dotierten 51. Platz aus. Im Jahr darauf wurde Collopy bei der WSOP 2014 bei einem Turnier in der gemischten Variante H.O.R.S.E. Zweiter und erhielt mehr als 140.000 US-Dollar. Im März 2016 belegte er beim WPT-Main-Event in San José den neunten Rang, der mit 72.000 US-Dollar bezahlt wurde. Im Hotel Bellagio am Las Vegas Strip saß er Anfang Mai 2018 erneut am Finaltisch eines WPT-Main-Events und beendete das Turnier auf dem mit knapp 150.000 US-Dollar dotierten dritten Platz. Rund vier Monate später wurde er beim Quantum Million in Los Angeles bei einem Teilnehmerfeld von 2712 Spielern Zweiter und erhielt aufgrund eines Deals ein Preisgeld von 166.000 US-Dollar. Im März 2019 erreichte der Amerikaner beim Main Event der WPT in Lincoln das finale Heads-Up, unterlag dort Erkut Yilmaz und erhielt rund 200.000 US-Dollar. Keine drei Monate später saß Collopy auch im Aria Resort & Casino am Las Vegas Strip am Finaltisch des WPT-Main-Events und beendete es als Fünfter für knapp 120.000 US-Dollar. Anfang Januar 2020 gewann er das High Roller der WPT Gardens Poker Championship in Los Angeles mit einer Siegprämie von 245.000 US-Dollar. Ende Januar 2021 war er auch bei einem Turnier der WPT Lucky Hearts Poker Open in Hollywood, Florida, siegreich und sicherte sich nach einem Deal mit Byron Kaverman über 140.000 US-Dollar. Bei der WSOP 2021 gewann Collopy in H.O.R.S.E. sein zweites Bracelet und erhielt den Hauptpreis von mehr als 170.000 US-Dollar. Im August 2022 belegte er bei der Seminole Hard Rock Poker Open Championship in Hollywood den mit rund 615.000 US-Dollar dotierten zweiten Platz. Bei der mittlerweile im Horseshoe Las Vegas und Paris Las Vegas ausgespielten WSOP 2023 entschied der Amerikaner ein Turnier in Omaha Hi-Lo für sich und wurde mit seinem dritten Bracelet und mehr als 260.000 US-Dollar prämiert.
Insgesamt hat sich Collopy mit Poker bei Live-Turnieren mehr als 6 Millionen US-Dollar erspielt.

### Braceletübersicht
Collopy kam bei der WSOP 103-mal ins Geld und gewann drei Bracelets:
| Jahr   | Buy-in  | Turnier                 | Teilnehmer | Preisgeld  |
| ------ | ------- | ----------------------- | ---------- | ---------- |
| 2013 A | 1650 A$ | Pot-Limit Omaha         | 0172       | 069.662 A$ |
| 2021 A | 3000 $A | H.O.R.S.E.              | 0282       | 173.823 $A |
| 2023 A | 1500 $A | Omaha Hi-Lo 8 or Better | 1143       | 262.542 $A |